# 산 테오도로스

산 테오도로스의 국기

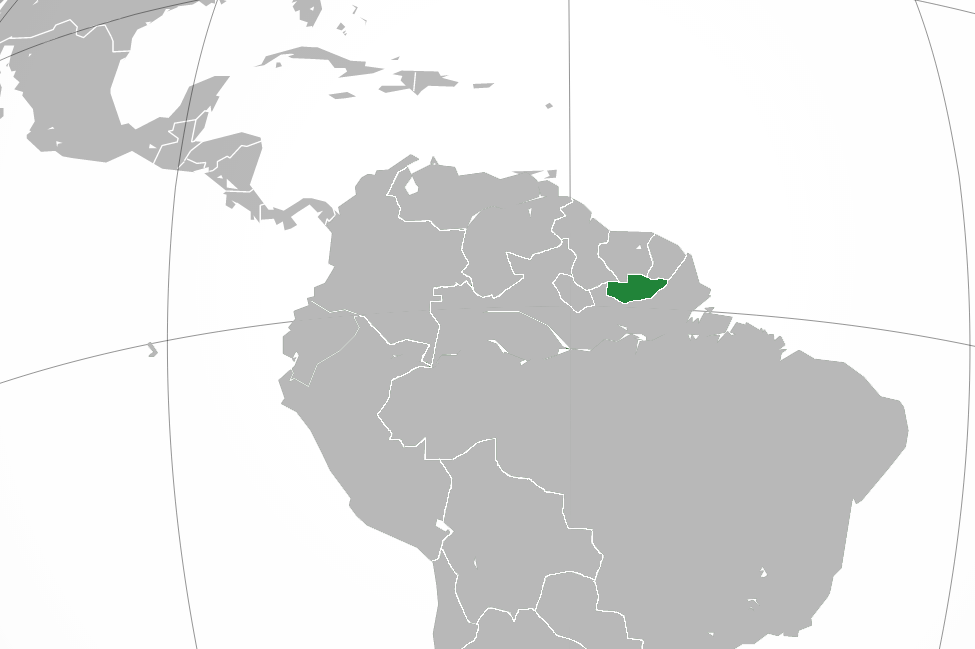
산 테오도로스가 위치한 지도

산 테오도로스(San Theodoros)는 땡땡의 모험의 등장하는 가상의 공화국.
남아메리카에 위치하며 국토 대부분이 천연림으로 덮여 있다. 바두라얄 강이 흐른다.
산 테오도로스 공화국의 영토는 지난날 아룸바야 인디언과 바바로스 인디언의 땅이었다. 파스테크 문명이 그곳에서 발전했으며 트렌스코틀에는 많은 유적이 남아있다. 19세기에 이르러 올리바르 장군의 영도 아래 독립했다. 수도는 라스 도피코스로 타피오카 장군이 정권을 차지한 후 타피오카폴리스로 명칭을 바꾸었다. 그러나 알카자르 장군은 타피오카를 축출한 뒤 수도의 명칭을 알카자르폴리스로 개칭한다.